# Anthicus coiffaiti
Anthicus coiffaiti is een keversoort uit de familie snoerhalskevers (Anthicidae). De wetenschappelijke naam van de soort is voor het eerst geldig gepubliceerd in 1952 door Bonadona.